# Carter Smith
Pour les articles homonymes, voir Smith.
Carter Smith (né le 6 novembre 1971) est un réalisateur et photographe de mode américain.

## Filmographie
- 1998 : Me and Max (court-métrage)
- 2006 : Bugcrush (court-métrage)
- 2008 : Les Ruines (The Ruins)
- 2011 : Yearbook (court-métrage)
- 2014 : Jamie Marks Is Dead
- 2022 : Dévorant (Swallowed)
- 2023 : The Passenger